# Acrometopia carbonaria
Acrometopia carbonaria är en tvåvingeart som först beskrevs av Friedrich Hermann Loew 1873.  Acrometopia carbonaria ingår i släktet Acrometopia och familjen markflugor. Inga underarter finns listade i Catalogue of Life.